# Viviennea aurantiaca
Viviennea aurantiaca är en fjärilsart som beskrevs av Rothschild 1935. Viviennea aurantiaca ingår i släktet Viviennea och familjen björnspinnare. Inga underarter finns listade i Catalogue of Life.